# Lacanobia albomaculata
Lacanobia albomaculata là một loài bướm đêm trong họ Noctuidae.